# Lonchura castaneothorax
El capuchino pechicastaño o capuchino de pecho castaño (Lonchura castaneothorax) es una especie de ave paseriforme de la familia Estrildidae nativa de Australasia.

## Descripción
La especie es predominantemente marrón en la espalda con un rostro negro y un píleo y nuca grisáceos. Cuenta con una amplia franja ferruginosa pecho por encima de su vientre blanco. La especie se encuentra en Australia, Nueva Caledonia, Indonesia y Papúa Nueva Guinea. Esta especie también fue introducida en la Polinesia Francesa y Francia.

## Subespecies

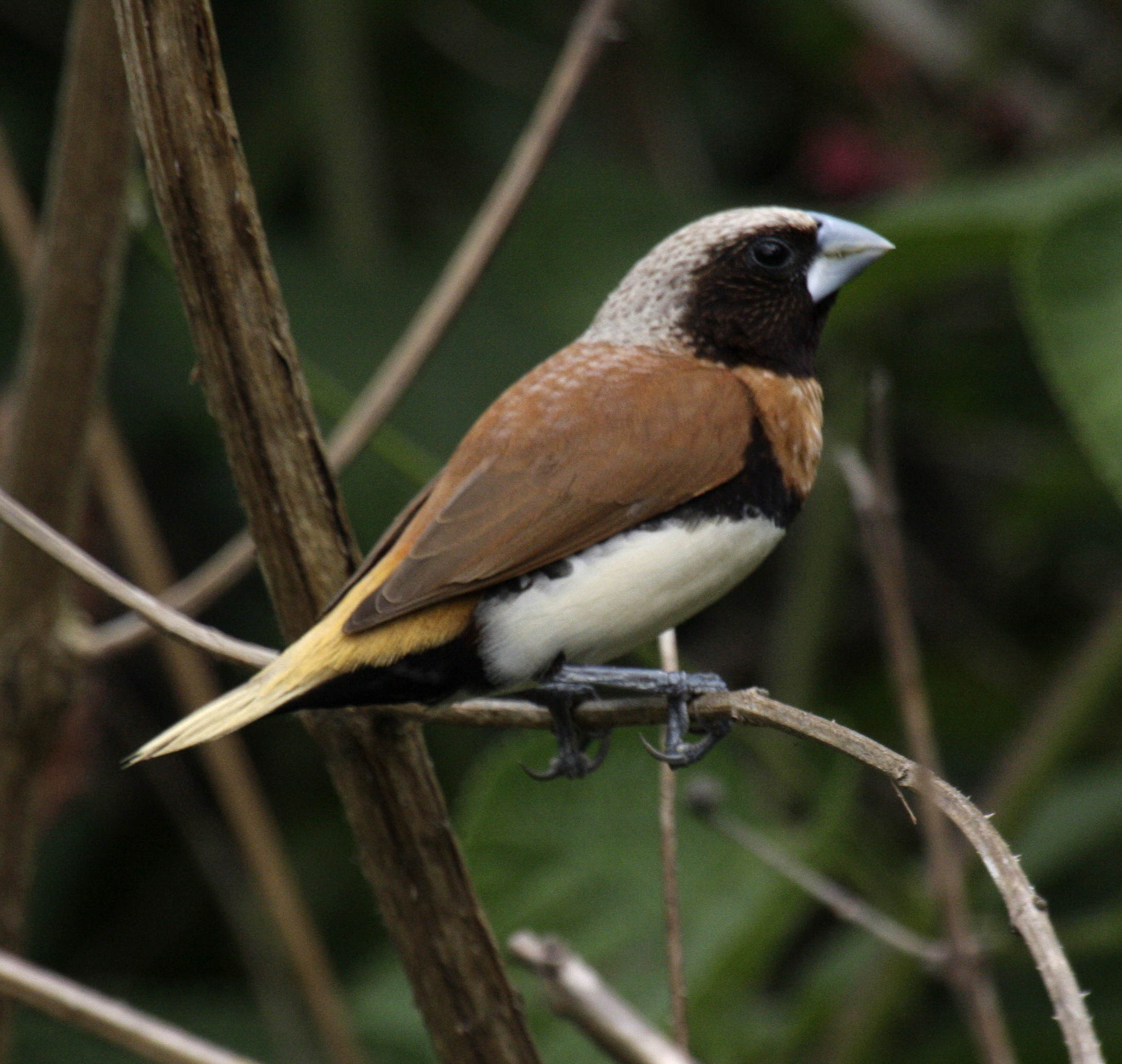
En el cementerio de Samsonvale, sudoeste de Queensland.

El capuchino pechicastaño tiene un total de seis subespecies y siete apariencias. La subespecie son como siguen:
- L. c. castaneothorax (Gould, 1837): subespecie nominal, aparece en el este de Australia.
- L. c. assimilis Mathews, 1910: aparece en el norte de Australia. No es reconocido como una subespecie válida por algunas autoridades.[3] Identificación: Pecho amarillento y color crema-tierra en el vientre y los flancos.
- L. c. ramsayi Delacour, 1943: aparece en el sureste de Papúa Nueva Guinea. Identificación: Cabeza negra distintiva con un débil color concha. La hembra es más notable que el macho.
- L. c. boschmai Junge, 1952: aparece en el área del lago Wissel en Irian Jaya. Identificación: color vieira marrón en los flancos y tirando a paja en las coberteras superiores de la cola.
- L. c. sharpii (Madarász, 1894): aparece en Hollandia, Irian Jaya y Papúa Nueva Guinea. Identificación: cabeza gris pálida, y pálidas coberteras superiores de la cola.
- L. c. uropygialis Stresemann y Paludan, 1934: aparece en la bahía Geelvink al oeste de Irian Jaya. Identificación: cabeza gris no tan pálida y un tono naranja en las coberteras superiores de la cola.

L. castaneothora puede encontrarse en Tahití. Al parecer, es descendiente de L. c. castaneothorax. Se distinguen por tener partes inferiores más pálidas y por el color a vieira de la nuca extendida sobre el manto.

## Hábitat
En Australia, el capuchino pechicastaño es conocido como un ave de cañaverales y pastizales que bordean los ríos, pantanos, terrenos cubiertos de hierba, y manglares. Se encuentra comúnmente en los campos de caña y cultivos de cereales. En las estaciones secas, se ve en zonas áridas pero siempre cerca del agua. También se encuentra en bosques cubiertos de hierba.
John Gould escribió sobre él (citado en Cayley, 1932):

I had not the good fourtune to meet with this bird in a state of nature, but I have been informed that it frequents reed beds bordering the banks of rivers and lagoons on the eastern coast, and that it much resembles the Bearded Tit Panurus biarmicus, of Europe in the alertness with which it passes up and down the upright stems of reeds, from the lower part to the very top, a habit for which the lengthened and curved form of its claws seem well adapted.
No tuve la suerte de conocer a este pájaro en su estado natural, pero se me ha informado que frecuenta cañaverales que bordean las orillas de ríos y lagunas en la costa oriental, y que se parece mucho al bigotudo (Panurus biarmicus) europeo, en la rapidez con la que sube y baja por los tallos de los juncos, desde la parte inferior hasta la parte superior, un hábito para el que la forma alargada y curva de sus garras parece bien adaptado.

En Nueva Guinea, el capuchino pechicastaño es un ave de las zonas más áridas y no suele verse en los senderos de la selva y claros donde pueden encontrarse con otros familiares, como el capuchino canoso (Lonchura caniceps).
En la Polinesia Francesa se ha consolidado como una especie introducida, y sus hábitos se han desarrollado de manera algo diferente, lo que demuesta la capacidad de adaptación de la especie. Está muy extendida en las laderas de las colinas cubiertas de helechos, pastizales y jardines (no es un pájaro de jardín en Australia), en tierras cultivadas y los terrenos baldíos, en el bosque ecotonos y plantaciones de coco (Lever, 1989).

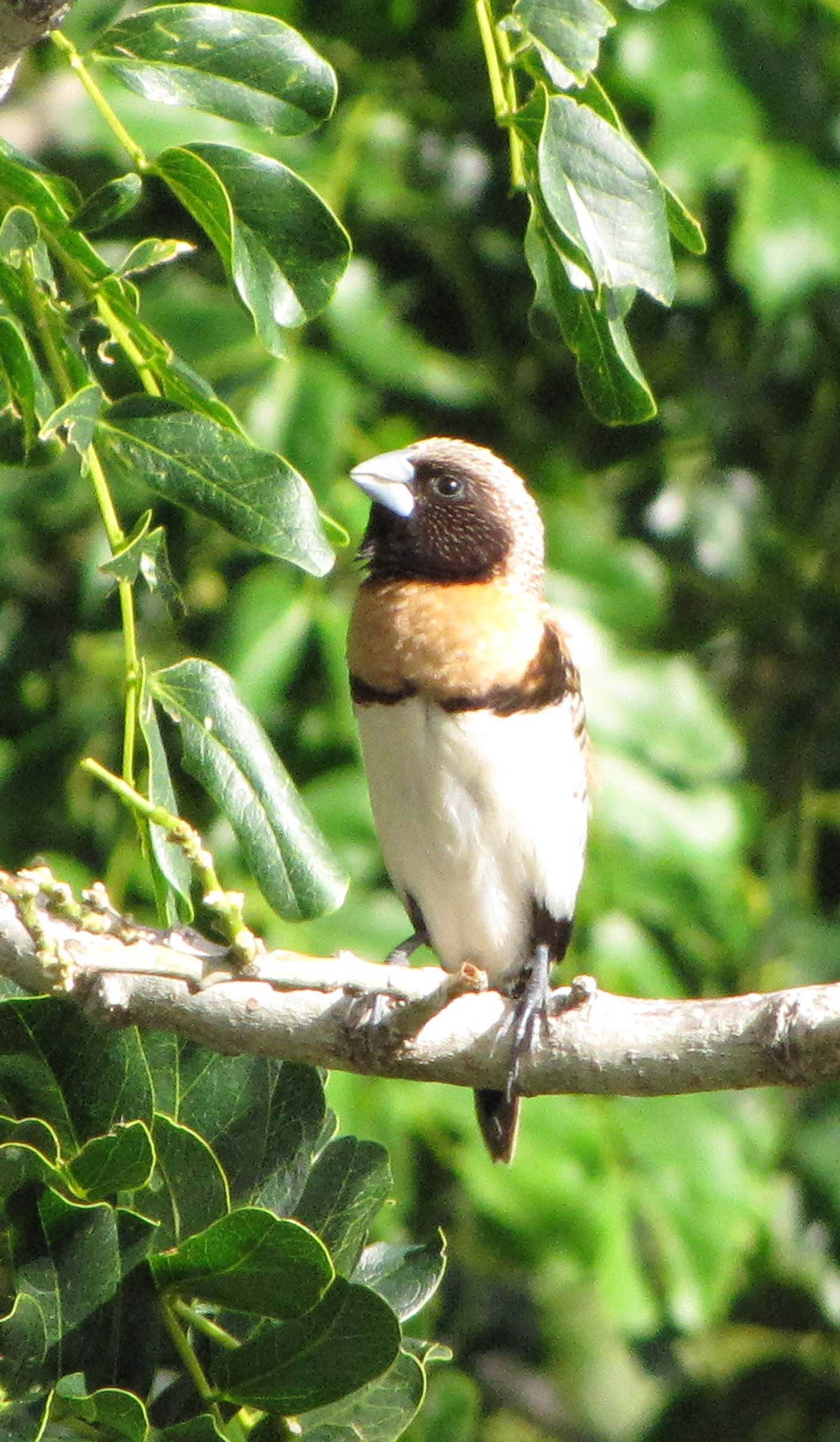
En la Polinesia Francesa.

## Comportamiento y alimentación

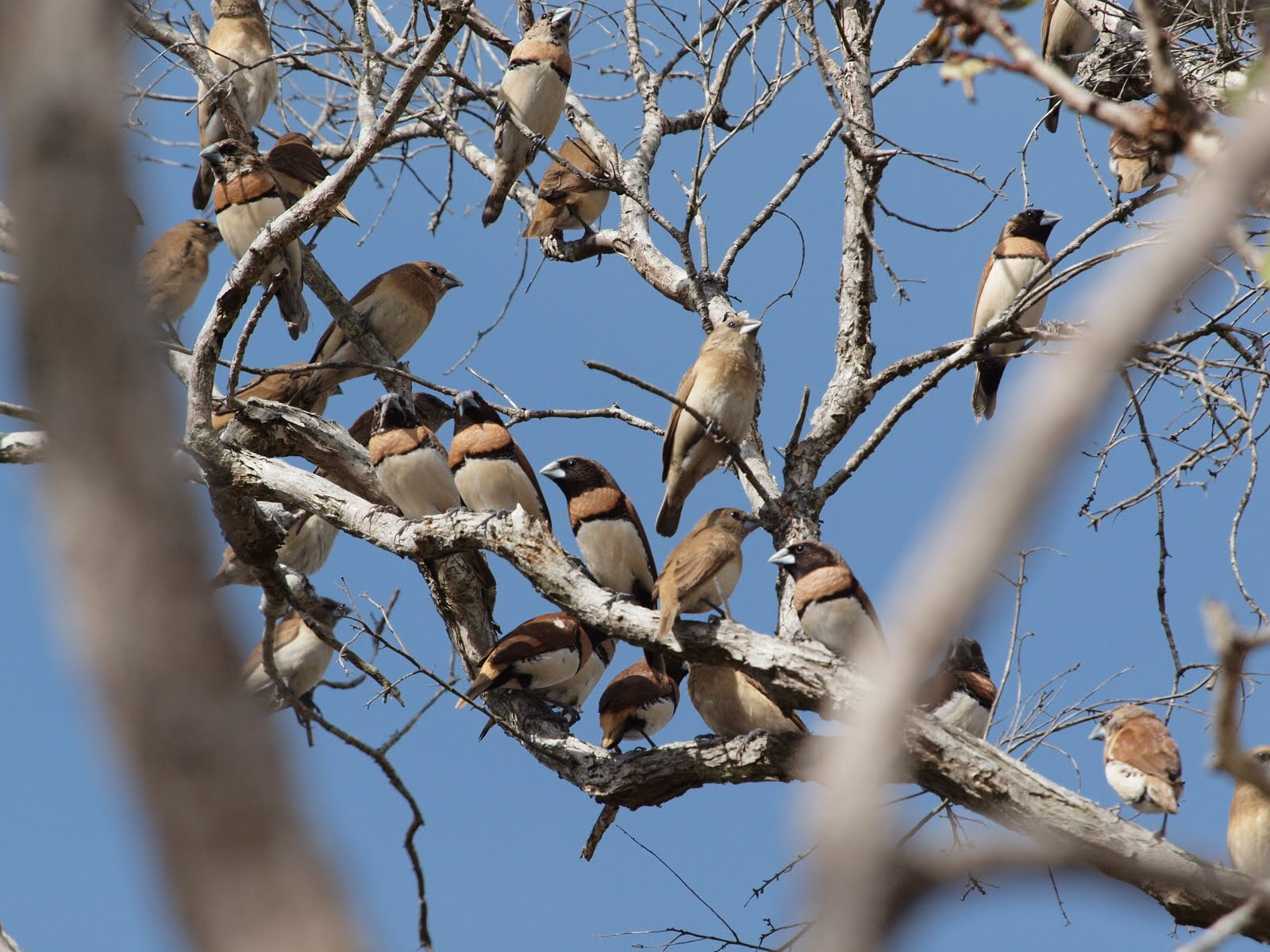
Una bandada en Queensland (en julio).

En Australia, durante la temporada de aparemiento, se observan generalmente en parejas, pero a finales de otoño e invierno se congrega en grandes bandadas, en ocasiones comiendo semillas de los cultivos de cereales.
El capuchino pechicastaño es una especie altamente sociable, ya que acuden en gran número fuera de la temporada de cría. Los adultos reproductores unen a grupos o bandadas, cuando se alimentan.
Tiene una marcada afición a la semilla de cebada, por lo que los lugareños lo llaman «pájaro de la cebada». La especie también es aficionada a Paspalum longifolium, mijo perla (Pennisetum typhoides) y las especies del género Sorghum. También se ha informado que se alimenta de Pannicum maximum y de Saccharum robustum en Papúa Nueva Guinea (Bapista, 1990).